# Flavin reduktaza
Flavin reduktaza (EC 1.5.1.30, NADPH:flavin oksidoreduktaza, riboflavin mononukleotid (redukovani nikotinamid adenin dinukleotid fosfat) reduktaza, flavin mononukleotid reduktaza, flavin mononukleotid reduktaza, NADPH-zavisni FMN reduktaza, NADPH-flavin reduktaza, NADPH-FMN reduktaza, NADPH-specifična FMN reduktaza, riboflavinska mononukleotidna reduktaza, riboflavin mononukleotid reduktaza, 2 dehidrogenaza (flavin), NADPH2:riboflavin oksidoreduktaza) je enzim sa sistematskim imenom redukovani-riboflavin:NADP+ oksidoreduktaza. Ovaj enzim katalizuje sledeću hemijsku reakciju
redukovani riboflavin + + {\displaystyle \rightleftharpoons } riboflavin + +
Ovaj enzim redukuje riboflavin, i u manjoj meri FMN i FAD.

## Literatura
- Nicholas C. Price; Lewis Stevens (1999). Fundamentals of Enzymology: The Cell and Molecular Biology of Catalytic Proteins (Third изд.). USA: Oxford University Press. ISBN 019850229X.
- Eric J. Toone (2006). Advances in Enzymology and Related Areas of Molecular Biology, Protein Evolution (Volume 75 изд.). Wiley-Interscience. ISBN 0471205036.
- Branden C; Tooze J. Introduction to Protein Structure. New York, NY: Garland Publishing. ISBN 0-8153-2305-0.
- Irwin H. Segel. Enzyme Kinetics: Behavior and Analysis of Rapid Equilibrium and Steady-State Enzyme Systems (Book 44 изд.). Wiley Classics Library. ISBN 0471303097.

## Spoljašnje veze
- Flavin+reductase+(NADPH) на 